# Bjørnøy (Stavanger)
Bjørnøy est une île habitée de la commune de Stavanger, dans le comté de Rogaland en Norvège, dans la mer du Nord.

## Description
L'île de 0,13 km2 est reliée par un pont à l'île de Hundvåg à l'est (qui à son tour est reliée à la ville continentale de Stavanger), et elle est également reliée aux petites îles de Roaldsøy et Ormøy au sud. L'île est très peuplée et couverte de maisons, bien qu'il reste encore quelques grands espaces verts non aménagés.

### Webographie
- Ressource relative à la géographie :   - Sentralt stadnamnregister